# Aventinus (király)
Aventinus, római mitológiai alak, Alba Longa királya, Héraklész és Rhea papnő fia volt. Róla nevezték el az Aventius-dombot, Róma hét dombjának egyikét. A domb nevének az a mitológiai magyarázata, hogy itt nemzette őt a görög hérosz, amikor Gérüón nyáját hajtotta át a vidéken, útban Mükéné felé. Vergilius Aeneise szerint viszont Rhea titokban itt szülte meg a fiát. A mítosz szerint Aventinus  részt vett az Aineiasz elleni harcokban, Turnus Rutulus  király szövetségeseként.

## Ajánlott források
- Publius Vergilius Maro: Vergilius összes művei: Aeneis 7. ének. Lakatos István (ford.). Budapest: M. Helikon. 1967.
- Dictionary of Greek and Roman Biography and Mythology. 1. kötet William Smith (szerk.).  1870.   418. o.